# MTV Hits (programa de televisão)
MTV Hits  é um programa de televisão brasileiro do gênero musical, exibido inicialmente pela extinta MTV de 2011 a 2012. A partir de 2013, o programa passou a ser exibido pela "nova MTV", após a entrega da marca MTV Brasil para a Viacom.
É o programa diário de interação entre audiência e a MTV onde os melhores clipes e as músicas do momento tomam conta da programação. E, usando a hashtag #MTVHits, os melhores comentários da audiência aparecem na tela da TV em tempo real, com lançamentos exclusivos de clipes e conversas com artistas durante o programa via Twitter.

## O programa

Logotipo usado em 2011, durante exibição na extinta MTV Brasil.

O programa surgiu ainda na "extinta MTV" em 2011, com meia hora de duração e exibição de segunda a sexta, onde era exibidos os Videoclipes dos maiores sucessos do momento. A partir do ano seguinte passou a ser exibido duas vezes por dia, agora com 45 minutos de duração, ficando no ar até dezembro daquele ano quando foi encerrado. Com o fim da MTV e devolução da marca para a Viacom, o programa voltou a ser exibido agora pela "nova MTV" em 2 de outubro de 2013, estando no ar até os dias atuais. 

Logotipo usado entre 2014 e 2015.

Dentre os anos de 2015 e 2016, o programa esteve no seu auge, onde ficava entre os assuntos mais comentados do Twitter todos os dias do ano. Inicialmente, o programa não contava com apresentadores, apenas videoclipes exibidos na sequência. 

Logotipo usado de 2018 a 2020.

Em 2018, a youtuber Becca Pires passou a apresentar uma vez por semana no quadro Blá Blá MTV Hits, onde ficou por dois anos. Em 2020, o programa passou por uma reformulação e ganhou dois apresentadores fixos, Bia Coelho e Gui Araújo. A partir de 2021, o programa ganhou um novo apresentador, o youtuber Spartakus Santiago.

Captura de tela durante à exibição ao vivo do programa.

Em 13 de agosto do mesmo ano, o programa foi exibido ao vivo pela primeira vez. E a partir de janeiro de 2022, passou a ser gravado nos estúdios da extinta MTV. Geralmente, a MTV chegava ao topo dos Trending Topics do Twitter todos os dias de sua exibição.
Em 14 de dezembro, por meio de suas redes sociais, o apresentador Spartakus Santiago anunciou sua saída do programa e o fim do MTV Hits. Segundo o comunicado: "por uma decisão da MTV internacional de não gravar mais programas de música e priorizar reality shows". O MTV Hits era o último programa com interação do público que restava na programação do canal. Na Argentina teve seu término em 1º de Julho de 2022. Apesar do anúncio da extinção do programa, o mesmo permaneceu na grade da versão brasileira, mas voltando ao formato tradicional, sem apresentador. Em meados de 2024, o programa deixou de ser exibido no final da tarde, como era desde a sua estreia, migrando para o horário das 14h20, tendo reprises ás 8h40 no dia seguinte.

## Quadros

### Antigos
- Blá Blá
Apresentado por Becca Pires, trazia as últimas novidades do mundo pop e do famosos.
- MTV Hits Gaming
Comandado por Fernanda Pineda, traz todas as novidades do mundo gamer e geek.
- TBT
Exibido todas as quintas-feiras, relembra grandes clássicos da música.
- Top 20
Traz os 20 clipes mais votados pelo público.

## Apresentadores
| Becca Pires        |
| Gui Araújo         |
| Bia Coelho         |
| Spartakus Santiago |